# ハンナ・フレイザー
ハンナ・フレイザー（Hannah Fraser, aka Hannah Mermaid、1974年2月6日 - ）は、オーストラリア出身のモデル・女優。現代マーメイディング（mermaiding）の中心人物として人魚の下半身を装着して活動する。また、海洋保全活動家としても知られ、『ザ・コーヴ』にも出演している。
ロックバンド「フリー」の初期メンバーの一人であるアンディ・フレイザーは、父である。

## 経歴
1974年2月6日、オーストラリアに生まれる。1984年、映画『スプラッシュ』にインスパイアされ、当時9歳のハンナは最初のmermaid tail（人魚の下半身）を製作する。ニューサウスウェールズ州バイロンベイで17年間くらし、ロサンゼルスに移る。
2003年よりマーメイディングを開始。以後、写真・広告・映画の領域で活動。遅くとも2014年にはフルタイムの人魚として生計を立てていた。2016年現在、英国で活動する。
海洋保全活動では、しばしばグリーンピースと連携して鮫・イルカ・クジラの乱獲や特定部位利用のための殺害、持続不可能な漁法や海洋汚染に反対するキャンペーンを行ってきた。
2007年、和歌山県東牟婁郡太地町のイルカ追い込み漁に抗議するため、元夫でサーファーのデイブ・ラストビッチらと共に活動家のグループを組織した。この活動は2009年、『ザ・コーヴ』で取り上げられる。
2013年、フカヒレ産業が鮫の個体数に与える影響を社会に訴えるために、フィリピンでジンベイザメと共に水中ファッション撮影を行う。この年、ザトウクジラの捕鯨に抗議するため映画『Betrayal』に出演し、トンガでフリーダイビングを行った。この年のワシントン条約締約国会議の2週間前、ビデオ『Manta's Last Dance』をリリース（ハワイ州コナで撮影）。関係者に配布されたこのビデオは、オニイトマキエイ属が附属書IIに掲載されることに寄与したとされる。
また、この年にはテレビドキュメンタリー『Great White Shark: Beyond the Cage of Fear』にも出演している。人魚の姿でホホジロザメの成魚とフリーダイビングで共泳したが、防具や保護用の檻は特に使用しなかった。2014年、観光客を守るためにイタチザメを殺処分するというオーストラリア政府の方針に注目を集めるため、イタチザメと共にフリーダイビングする動画を撮影。政府の方針は後に撤回される。ハンナはこの件についてディスカバリーチャンネルや『20/20』（米ABC）で取り上げられる。
2015年、バレンシアで世界海洋デーの関連イベントとしてTEDxでスピーチを行い、自身の海洋保全活動について説明した。

## フィルモグラフィ
（特に断らない限り出典:）
- 短編映画
  - 1996:Trance Planet - as forest dancer
  - 2005:Jane Lloyd - as Jane Lloyd
  - 2006:Seance
  - 2007:Hearts Atlantis - as mermaid lead
  - 2008:Heart's Atlantis - as Mermaid
  - 2009:The Golden Tail - as mermaid
  - 2012:Sigur Rós: Dauðalogn
  - 2014:Tigress Shark

- 長編映画
  - 1998:Troppo - as partygoer
  - 1999:My Stepsister from Planet Weird - as couple in the restaurant
  - 1999:Chameleon - as girl at the marketplace
  - 2000:On the Rails - as background
  - 2000:Flight 1114 - as passenger on plane
  - 2000:Scooby Doo - as possessed bikini dancer, waitress on Spooky Island, Schoolgirl
  - 2001:The Great Raid - as nurse
  - 2002:Blurred - as Girl at apartment
  - 2003:George of the Jungle - as traveller in airport
  - 2003:Blue Horizon - as mermaid/traveller/wife of lead character
  - 2005:The Marine - featured extra
  - 2007:Life Like Liquid - as mermaid
  - 2007:Hey Baby - as policewoman
  - 2007:Aqua Marine -as party goer/ dancer
  - 2007:Equatorial Convergence - as mermaid
  - 2008:The Cove - as Ocean Activist
  - 2008:Minds In the Water - as wife of lead character/ocean activist/mermaid
  - 2017:A Mermaid's Tale - as Monroven
  - 2017:Scales: Mermaids Are Real - as Emerald